# Cyclosalpa bakeri
Cyclosalpa bakeri är en ryggsträngsdjursart som beskrevs av Friedrich Ritter 1905. Cyclosalpa bakeri ingår i släktet Cyclosalpa och familjen bandsalper. Inga underarter finns listade i Catalogue of Life.